# Воланакис, Константинос

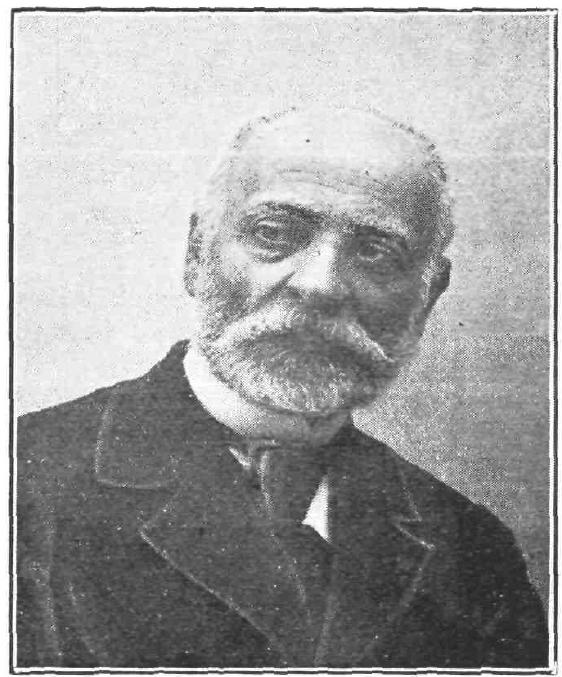
Константинос Воланакис

Константинос Воланакис (греч. Κωνσταντίνος Βολανάκης; 1837, Ираклион, Крит — 29 июня 1907, Пирей) — один из самых значительных греческих художников XIX века. Принадлежит к Мюнхенской школе греческой живописи.

## Биография

Корабли на рейде (1895) Национальная галерея Греции — Музей Александра Суцоса

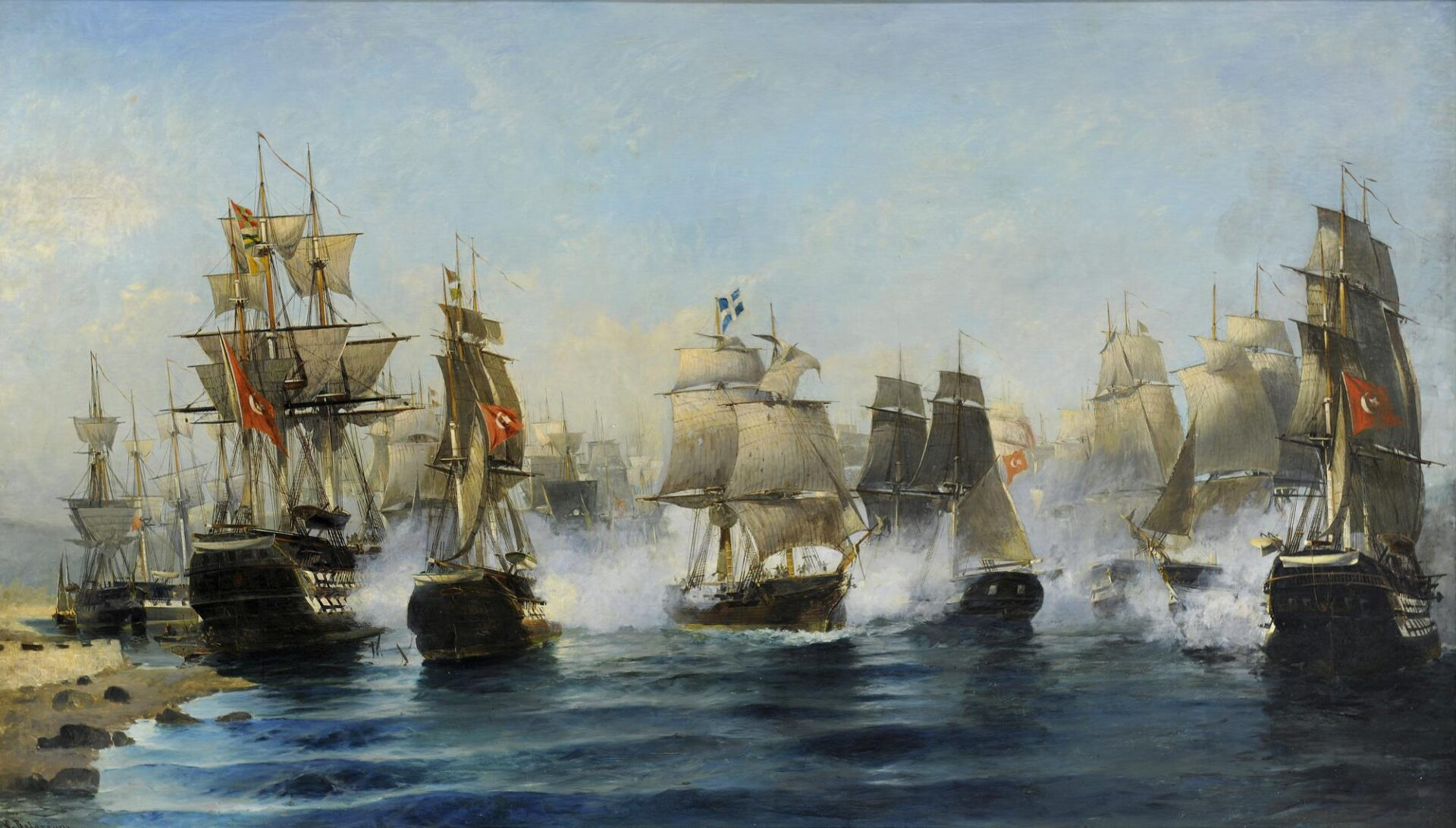
Прорыв «Ареса»

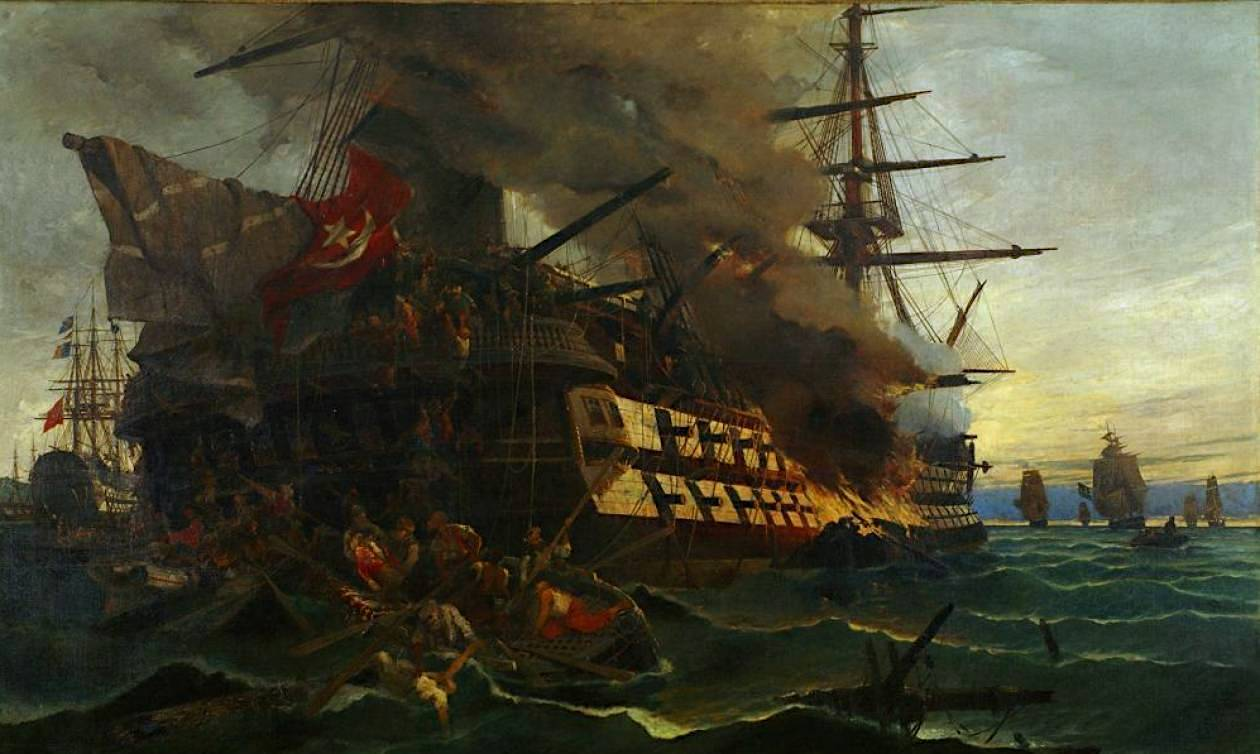
Брандер Димитриоса Папаниколиса сжигает турецкий флагман

Воланакис родился в 1837 г. на острове Крит, в городе Ираклион, но его семья родом из соседнего нома Ретимно. Гимназию Воланакис закончил в 1856 г., на острове Сирос. В том же году был отправлен старшими братьями в Триест, работать бухгалтером у известного торговца сахаром Афентулиса. Хозяин оценил художественные способности молодого Воланакиса, увидев наброски лодок, кораблей, гаваней, которыми тот заполнил страницы бухгалтерских книг. Вместо того чтобы уволить своего бухгалтера, Афентулис отправил его в 1860 г. учится живописи в Мюнхенской Академии, у Карла фон Пилоти. После завершения учебы, Воланакис работал в Мюнхене, Вене и Триесте. В 1883 г. Воланакис вернулся в Грецию и обосновался в городе Пирей. С этого времени и вплоть до 1903 г., он преподавал в Афинской Школе изящных искусств. Умер Воланакис в Пирее в 1907 г .

## Работы

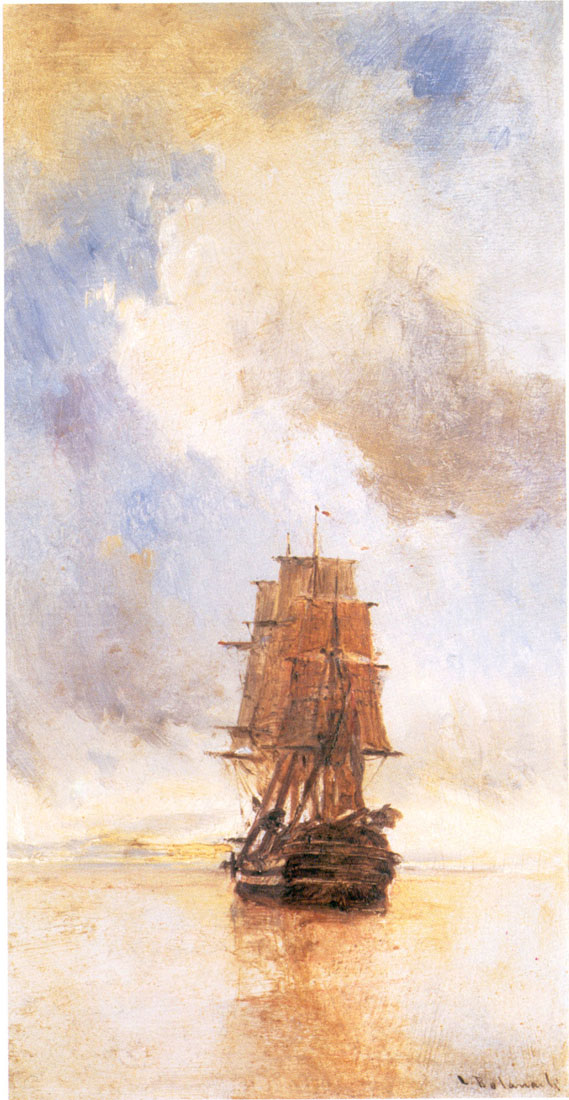
Constantine Volanakis Ship 55

Море, корабли и гавани — постоянный источник вдохновения Воланакиса.
Вместе с Алтамурас, Иоаннис, и  Хадзис, Василиос, Воланакис считается одним из самых видных художников- маринистов конца 19-го — начала 20-го веков.
Вместе с художниками Вризакис, Теодорос, Литрас, Никифорос, Гизис, Николаос и Яковидис, Георгиос, он считается одним из основных представителей академического реализма Мюнхенской школы.
Однако такие яркие работы как «Ярмарка в Мюнхене» говорят и о импрессионистских тенденциях в его искусстве.

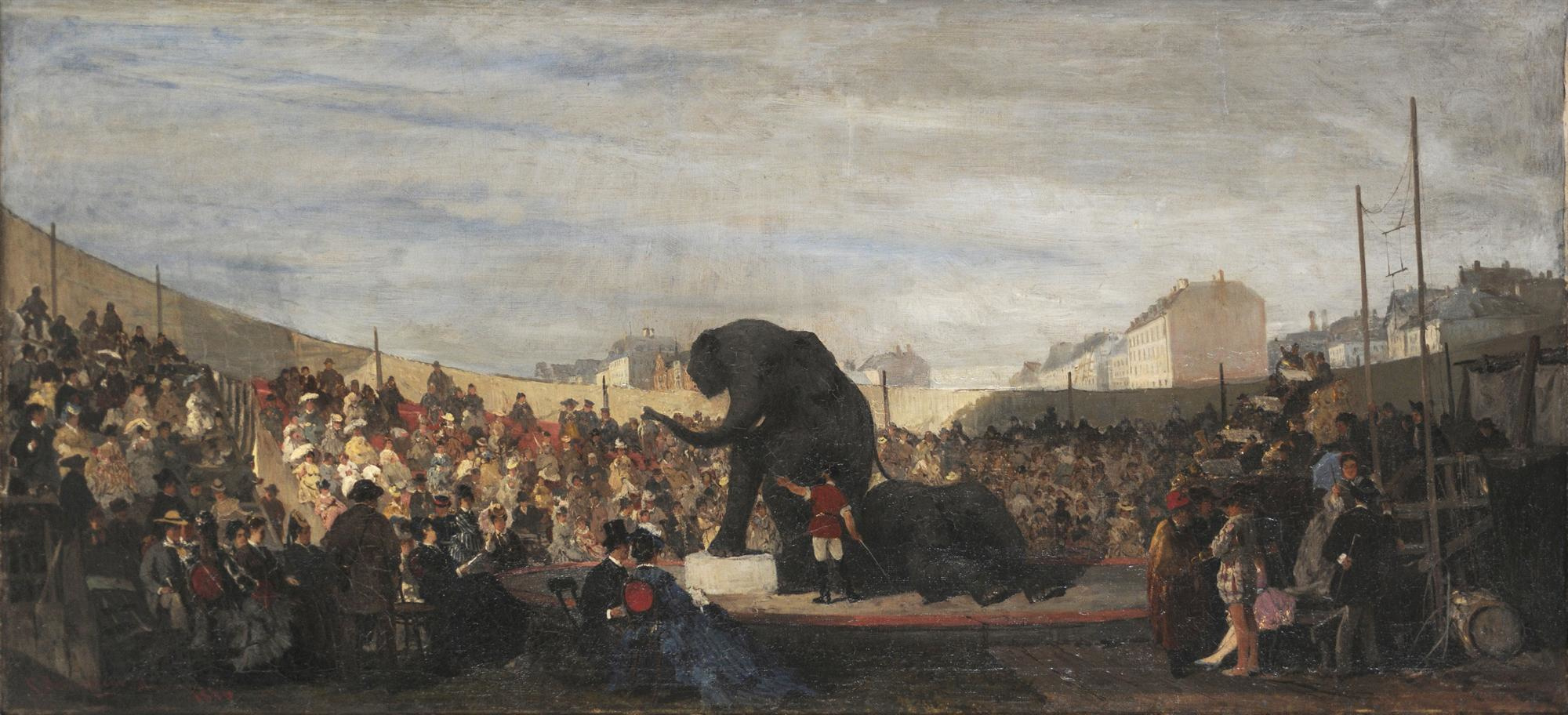
Octoberfest или Ярмарка в Мюнхене (1876). Национальная галерея Греции — Музей Александра Суцоса.

Его морские работы украшают парадные залы в Австрии и Греции и даже станцию наземного метро в Пирее. Некоторые из его работ были проданы на международных аукционах за сотни тыс. евро.
В ноябре 2008 г. его работа :Караискакис, высадка в Фалер", отметила рекордную цену для греческой работы на аукционах — 2 млн евро . 
Работы Воланакиса выставлены во многих музеях Греции и за границей.